# Флюкигер, Сильвано
Сильва́но Флю́кигер (нем. Silvano Flückiger) — швейцарский кёрлингист.
В составе мужской сборной Швейцарии участник чемпионата мира 1985 (заняли восьмое место) и двух чемпионатов Европы (лучший результат — пятое место в 1990). Чемпион Швейцарии среди мужчин.
Играл на позиции третьего.

## Достижения
- Чемпионат Швейцарии по кёрлингу среди мужчин: золото (1985).

## Команды
| Сезон   | Четвёртый     | Третий            | Второй           | Первый         | Турниры                      |
| ------- | ------------- | ----------------- | ---------------- | -------------- | ---------------------------- |
| 1984—85 | Маркус Кенциг | Сильвано Флюкигер | Рольф Вальзер    | Марио Флюкигер | ЧШМ 1985 · ЧМ 1985 (8 место) |
| 1989—90 | Маркус Кенциг | Сильвано Флюкигер | Марио Флюкигер   | Michel Evard   | ЧЕ 1989 (6 место)            |
| 1990—91 | Маркус Кенциг | Сильвано Флюкигер | Cristoph Richter | Марио Флюкигер | ЧЕ 1990 (5 место)            |

(скипы выделены полужирным шрифтом)